# 卡里薩爾市 (委內瑞拉)
卡里薩爾市（西班牙語：Municipio Carrizal），是委內瑞拉的一個市，位於該國北部米蘭達州，首府設於卡里薩爾，面積32平方公里，海拔高度1,000米，2007年人口52,224，人口密度每平方公里1,600人。